# 中原镖局 (1976年电影)
《中原镖局》，是1976年上映的一部电影，由丁善玺执导、张翼等人出演的电影作品，该电影主要讲述清朝初期，两个人运送明末帝的诏书和金银珠宝的手谕的故事。

## 電影內容
清朝初年，一群反清复明的人决定东山再起。而此时，“中原镖局”的一对儿师兄妹决定将明朝皇帝的诏书和珠宝送到这些反清复明的人们的手中，不过在送东西到那些人手中的路程的时候，清廷九王爷派了各路高手来夺取明朝皇帝的诏书和珠宝。

## 演员
- 張翼
- 何宗道
- 張琴
- 陳慧樓
- 馬驥
- 龙飞
- 山茅
- 嘉凌
- 陳惠敏
- 黃家達
- 龍方

## 備註
1. ↑  张骏祥, 程季华. . 1995年: 64.
2. ↑  . 2000年: 180.
3. ↑  张骏祥, 程季华. . 1995年: 171.
4. ↑  李道新. . 2005年.
5. ↑  . 2002年.

## 外部連結
- 豆瓣电影上《中原镖局》的資料 （简体中文）
- 香港影庫上《中原镖局》的資料（繁體中文）
- 互联网电影数据库（IMDb）上《中原镖局》的资料（英文）
- 爛番茄上《of the patriots 中原镖局》的資料（英文）